# Andrzej Wiszowaty (junior)
Andrzej Wiszowaty (ur. 25 stycznia 1685 w Kosinowie, zm. 1735 Koloszwar) – teolog i pastor parafii Braci Polskich w Koloszwarze.

## Życiorys
Urodził się najprawdopodobniej w Kosinowie jako syn Benedykta Wiszowatego i jego żony Eufronzyny z Sierakowskich 1 voto Lubienieckiej, był wnukiem teologa Andrzeja Wiszowatego. Jego ojciec był teologiem braci polskich w Prusach Książęcych i ich pastorem w Kosinowie.
W latach 1710–1722 studiował w Niemczech na Viadrinie teologię, przygotowując się do zawodu pastora; odwiedził też w tym czasie Niderlandy, ale nic bliżej o tym pobycie nie wiadomo.
Latem 1722 roku wyjechał do Koloszwaru, by objąć tamtejszą parafię unitariańską – jako pastor diakon występuje już w 27 września 1722 roku. Od 1726 roku nauczał w unitariańskim gimnazjum w mieście. Był bliskim współpracownikiem biskupa unitarian Mihály Lombard de Szentábrahám (1683-1758).
Jak wynika z księgi dyscypliny polskiego zboru w Koloszwarze, zmarł nagle przed 25 grudnia 1735 roku, źródła węgierskie wskazują na 14 grudnia.
25 stycznia 1725 roku poślubił Krystynę z Razmanów, wywodzącą się z mieszczańskiej elity Koloszwaru. Miał z dwóch synów Jana i Andrzeja.Ten ostatnim był zapewne tożsamy z wspomnianym w 1748 roku złotnikiem Andrzejem Wiszowaty. Nazwisko to występowało w tym mieście jeszcze w 1892 roku.